# تفاعل هالوفورم
تفاعل الهالوفورم هو تفاعل كيميائي لاصطناع مركبات ثلاثي هالو الميثان (الهالوفورم CHX3) وذلك بإجراء تفاعل هلجنة على ميثيل الكيتون (RCOCH3 حيث R يمكن ان تكون ذرة هيدروجين أو ألكيل أو أريل؛ وذلك بوجود قاعدة كيميائية.

## الآلية
ستوضح الآلية في هذا المقال في تفاعل اصطناع البروموفورم، وهي تنطبق على مركبات الهالوفورم الأخرى.
يؤدي وجود الهالوجين في وسط قلوي بوجود أيونات الهيدروكسيد إلى حدوث تفاعل عدم تناسب ويتشكل الهاليد والهيبوهاليت الموافق؛ هنا البروميد وهيبوبروميت:
ومن ثم بالخطوات التالية: